# Maria Haller
Maria de Jesus Haller (1923 – 2006), foi a primeira mulher embaixadora de Angola. Participou na luta pela independência de Angola e foi professora, jornalista e escritora.
Ela nasceu Maria de Jesus Nunes da Silva em 1923, filha de um trabalhadora de uma plantação de 12 anos que havia sido violada pelo dono da fazenda. Quando ela tinha três anos, o seu pai enviou-a para ser criada na sua terra natal, Portugal. Aos quinze anos, ela reuniu-se brevemente com a sua mãe e inspirou-se a seguir o ativismo e a política.
Por volta de 1955, ela casou-se com o empresário suíço Jean Rodolphe de Haller. Enquanto vivia em Léopoldville, no Congo colonial belga, ela conheceu outros angolanos que viviam no exílio que se opunham ao domínio português. Depois de regressar à Europa, Haller manteve o contacto com o grupo e, por volta de 1965, foi convidada a representar o MPLA (Movimento Popular pela Libertação de Angola) no Cairo. Ela enfrentou o sexismo neste papel, com as autoridades egípcias negando o seu acesso às estações de rádio até que ela e Agostinho Neto ameaçaram deixar o Egito.
Após 13 anos de guerra, Angola conquistou a sua independência a 11 de Novembro de 1975, tendo Agostinho Neto como primeiro presidente. Em 1978, Haller tornou-se a primeira embaixadora de Angola e foi enviada a Estocolmo para representar o seu país no Reino da Suécia. Posteriormente, tornou-se diretora do Departamento da Ásia e Oceânia no Ministério das Relações Externas de Angola.
Foi membro do Sindicato dos Escritores Angolanos (UEA) e em 1988 contribuiu com uma história infantil para a antologia Acácia Rubra do sindicato.
Haller morreu em 18 de outubro de 2006 em Genebra, Suíça, após uma doença prolongada. O seu funeral foi realizado em Angola.